# Ivana Trump
Pour les articles homonymes, voir Trump et Famille Trump.
Ivana Trump, née Zelníčková (prononcé : /ˈzɛlɲiːtʃkovaː/) le 20 février 1949 à Gottwaldov en Tchécoslovaquie (aujourd'hui Zlín en Tchéquie) et morte le 14 juillet 2022 à New York (États-Unis), est une personnalité mondaine et médiatique américaine d'origine tchécoslovaque.
Mannequin de profession, elle est, de 1977 à 1990, l'épouse de Donald Trump, homme d'affaires et président des États-Unis de 2017 à 2021 et depuis 2025.

## Biographie
Le père d'Ivana Zelníčková, Miloš Milan Zelníček (1927 - 1990) est un ingénieur électricien et agent de la police secrète tchécoslovaque. Sa mère, Marie Zelníčkova née Francová (1926 ou 1927-1968), est opératrice téléphonique.
Elle se passionne depuis qu'elle est enfant pour le sport, notamment le ski. Elle obtiendra un master d'éducation physique à l'université Charles à Prague en 1972.
Son premier mariage lui permet d'obtenir le passeport autrichien pour pouvoir quitter son pays.
Elle s'installe à Montréal et travaille comme professeure de ski. Elle est aussi mannequin et participe à la promotion des Jeux olympiques d'été de 1976.

### Mariages et enfants
Ivana Trump a été mariée quatre fois et a eu trois enfants, tous de son deuxième mari.
- Alfred Winklmayr (1971–1976)[7]
- Donald Trump (1977–1990)[8]
  - Donald Trump, Jr. (né le 31 décembre 1977) qui a épousé Vanessa Haydon Trump. Ils ont cinq enfants : Kai Madison Trump (née en 2007), Donald John Trump III (né en 2009), Tristan Milos Trump (né en 2011), Spencer Frederick Trump (né en 2012) et Chloe Sophia Trump (née en 2014).
  - Ivanka Trump (née le 30 octobre 1981), qui a épousé Jared Kushner. Ils ont trois enfants : Arabella Rose Kushner (née en 2011), Joseph Frederick Kushner (né en 2013) et Theodore James Kushner (né en 2016).
  - Eric Trump (né le 6 janvier 1984) qui a épousé Lara Yunaska Trump.
- Riccardo Mazzucchelli (1995–1997)[9]
- Elle a une relation sans se marier avec le Comte Roffredo Gaetani dell'Aquila d'Aragona Lovatelli[10].
- Rossano Rubicondi (2008–2009)[11]

### Liens avec Donald Trump
Ivana Trump a dirigé, dans le groupe Trump, le casino Trump Taj Mahal d'Atlantic City.
En octobre 2017, elle plaisante lors d'une interview, en déclarant qu'étant la première femme de Donald Trump, elle est donc la « Première dame ».

## Carrière télévisuelle
La première apparition télévisée d'Ivana Zelníčková est en 1970 dans une émission tchécoslovaque pour enfants, Pan Tau.
Ivana Zelníčková fait une très courte apparition dans le film Le Club des ex en 1996.
Ivana Zelníčková anime une émission de téléréalité nommée Ivana Young Man en 2006,.
Le 8 janvier 2010, Ivana Zelníčková entre dans Celebrity Big Brother 7, soit 6 jours après les 11 autres candidats (dont l'actrice de Dynastie Stephanie Beacham, l'acteur américain Stephen Baldwin, la mannequin Nicola Tappenden ou encore l'ancien footballeur Vinnie Jones), au Royaume-Uni. Le 22 janvier, elle est sélectionnée face à Sisqo et Stephen et est sauvée par le public, avant d'être éliminée 3 jours avant la finale, le 27 janvier.
Ivana Zelníčková est invitée du 17 au 20 mars 2010 à L'isola dei famosi 7 (une téléréalité italienne) sur l'île, où d'autres célébrités vivent jusqu'à leur élimination. Elle retrouve ensuite sur le plateau de L'île des célébrités son ancien époux, Rossano. En 2008, lors de la sixième saison, son mari Rossano Rubicondi fait partie des candidats. Il est le neuvième éliminé, mais le onzième à quitter l'île (à la suite de deux abandons).
Le 5 mai 2018, Ivana Zelníčková est invitée lors de la demi-finale de la 13e saison de Ballando con le stelle en Italie, au côté de son ancien mari Rossano Rubicondi. Tous deux se produisent en dansant. Les acteurs américains Ryan Reynolds et Josh Brolin sont invités le même soir.

## Carrière dans les entreprises
Ivana Zelníčková fonde plusieurs entreprises,, achète 33 % des actions d'un journal croate de polo et s'intéresse à l'idée d'avoir un casino a son nom (mais qui ne se fera pas,).

## Mort
Ivana Zelníčková meurt accidentellement le 14 juillet 2022 à l'âge de 73 ans, dans son appartement de Manhattan, dans l'Upper East Side (10 East 64th Street) près de Central Park à New York, où elle est retrouvée inconsciente et sans réaction. Sa mort résulte d'un traumatisme contondant consécutif à une chute dans l'escalier. C’est son ex-époux Donald Trump qui annonce son décès le jour même, via un communiqué publié sur les réseaux sociaux,.
Ses funérailles se déroulent le 20 juillet à l'église catholique Saint Vincent Ferrer près de son domicile newyorkais,. Elle est inhumée au Trump National Golf Club Bedminster, à Bedminster, dans le New Jersey, probablement à des fins d'optimisation fiscale.

## Publications
Ivana Zelníčková collabore à des journaux (Ask Ivana dans Globe, Divorce Magazine et aussi son propre magazine Ivana's Living in Style.
- For Love Alone, 1992, Pocket Books (traduit en français sous le nom, Rien que l'amour, Albin Michel[36]). Son roman est adapté en téléfilm en 1996[37],[38].
- Free to love, 1993, Pocket Books (une version livre audio est lu par Morgan Fairchild[39]).
- The best is yet to come : Coping with divorce and enjoying life again, 1995, Pocket Books.
- Raising Trump, 2017, Gallery Books.